# Elodes armilabris
Elodes armilabris is een keversoort uit de familie moerasweekschilden (Scirtidae). De wetenschappelijke naam van de soort werd in 1974 gepubliceerd door Nyholm.